# ストールストックホルムス・ロカールトラフィークX15p形電車
X15pは、スウェーデンの鉄道路線（軽便鉄道）であるロスラグスバナン（Roslagsbanan）に導入される電車。スイスのシュタッドラー・レールが製造を担当し、2022年から営業運転を開始する。

## 概要・運用
ロスラグスバナン（Roslagsbanan）は、スウェーデンの首都・ストックホルムと郊外を結ぶ、全長65.3 km、軌間891 mmの電化路線である。同路線を所有するストールストックホルムス・ロカールトラフィーク（Storstockholms Lokaltrafik、以下SLと記載）は2010年代以降線路や施設の近代化を進めており、それに伴う本数増加に対応するためSLは新型電車に関する国際入札を実施した。その結果、2016年8月23日にスイスのシュタッドラー・レールが受注を獲得し、翌2017年4月21日にSLとの間に22編成およびオプション45編成、約20億クローネ分の製造契約を結んだ事を発表した。これがX15p形電車である。
動力台車を有する先頭車（電動制御車）と集電装置（シングルアーム式パンタグラフ）が設置された中間車（付随車）による3両編成で、営業運転時の最高速度は100 km/h、設定最高速度は120 km/hである。車体は全溶接式のアルミニウムで製造され、車体の頑丈さと軽量化の両立、それに伴うエネルギー消費量や運用コストの削減が図られている。また、車体設計においては冬季のスウェーデンの極寒に対応した設計が行われており、車内は冷暖房が完備されている。
全車とも両開き式の乗降扉を含めた車体中央部は床上高さが低くなっている他、車椅子、ベビーカー、自転車が搭載可能なフリースペースや優先座席も各車両に設置されており、従来使用されていたX10p形（3両編成）と比べてバリアフリーへの対応の強化が実施されている。また、X10p形と異なり全車とも貫通幌で繋がっており、各車両の往来が可能である。曲線区間に設置されたプラットホームに対応するため、乗降扉には収納式ステップが搭載されている。座席配置は2 + 2列のボックスシートで、一部の座席下部には充電用のコンセントも設置されている。

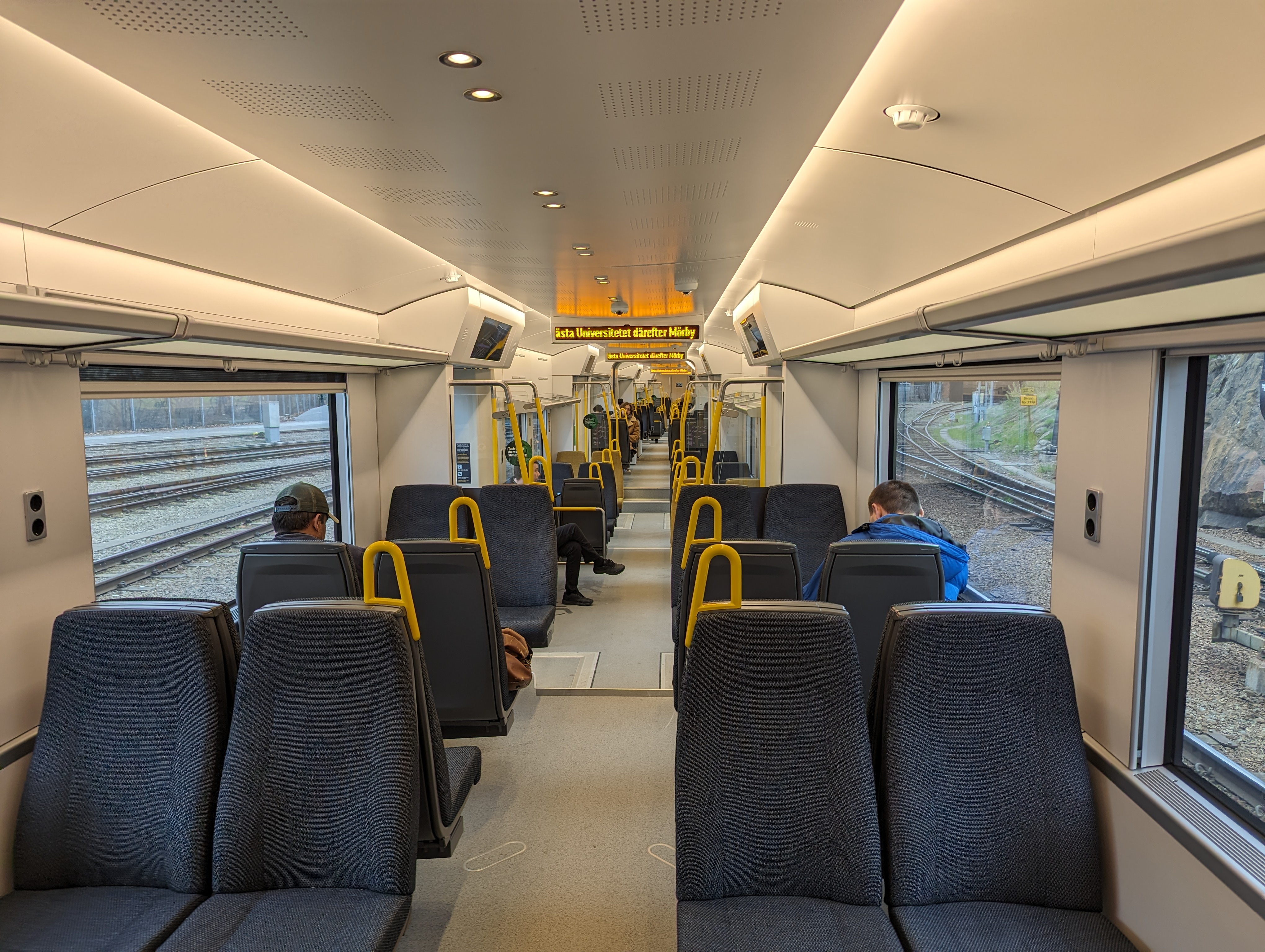
車内
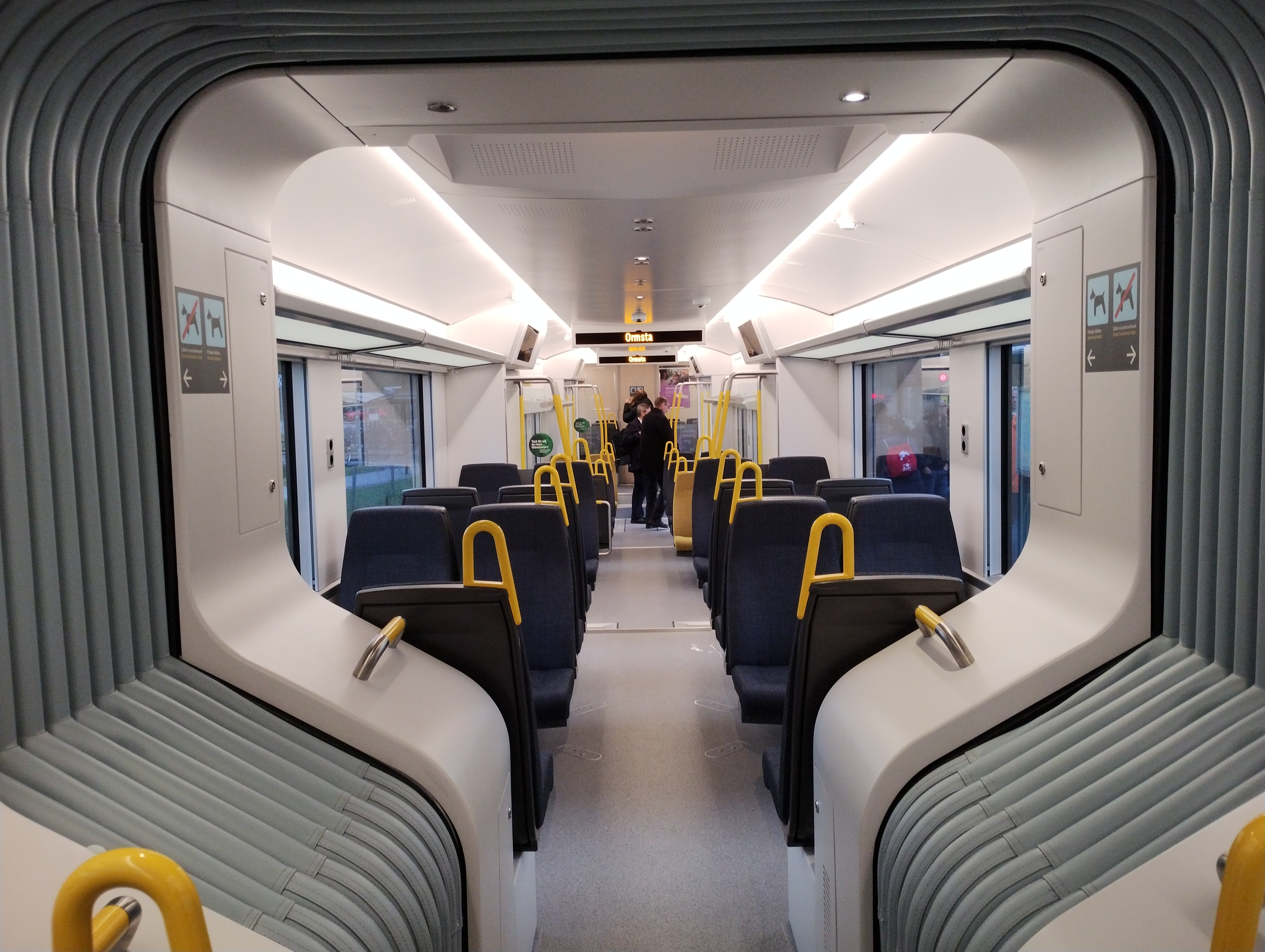
車内（先頭車）

2020年の秋から冬にかけて最初の車両がロスラグスバナンに搬入され、試運転を経て2022年から営業運転を開始した。以降2024年までに発注分22編成が導入される。これにより、X10p形（101両）と合わせてロスラグスバナンの輸送力の大幅な増強が図られる。

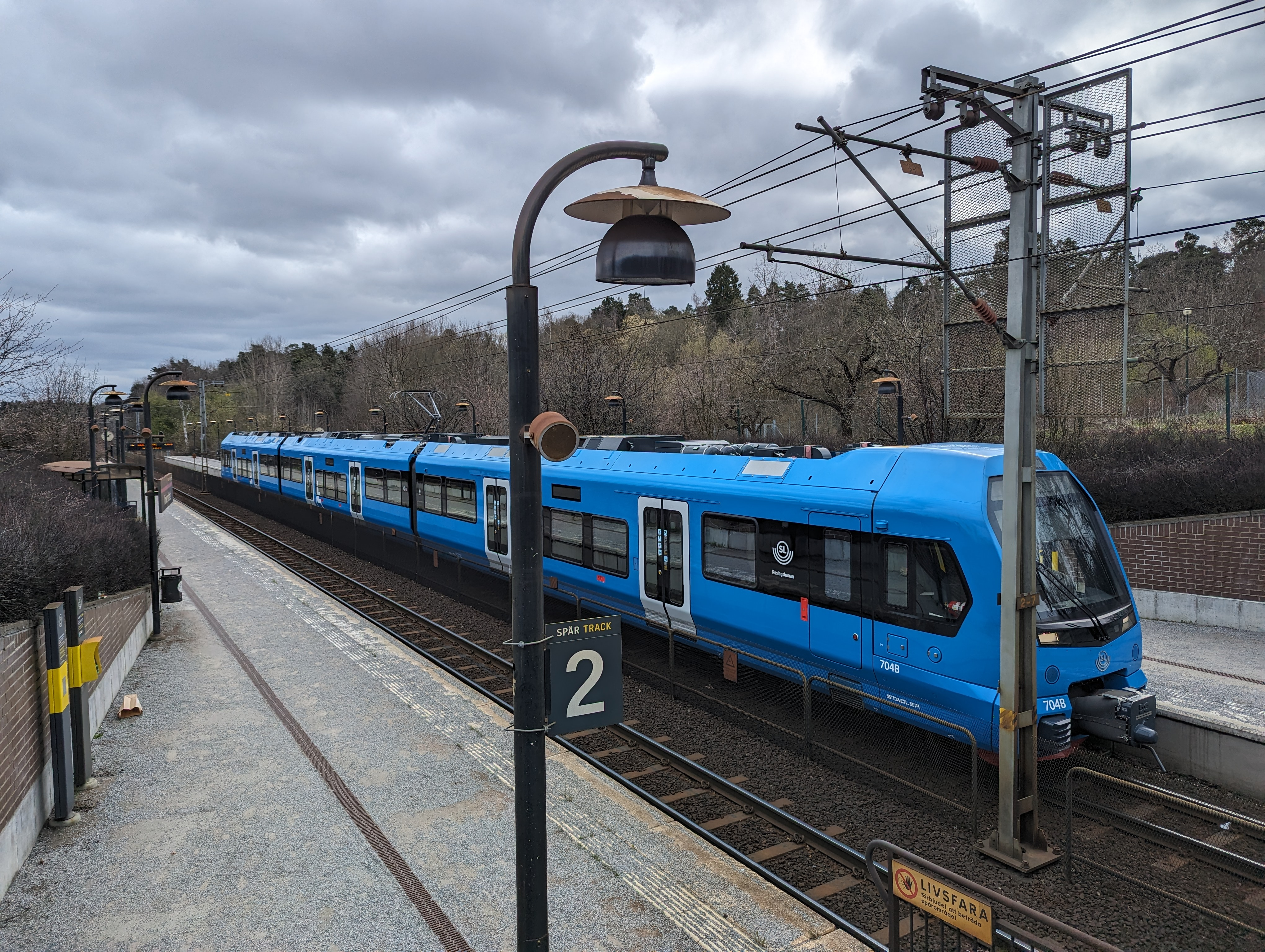
3両編成を組むX15p形（2024年撮影）
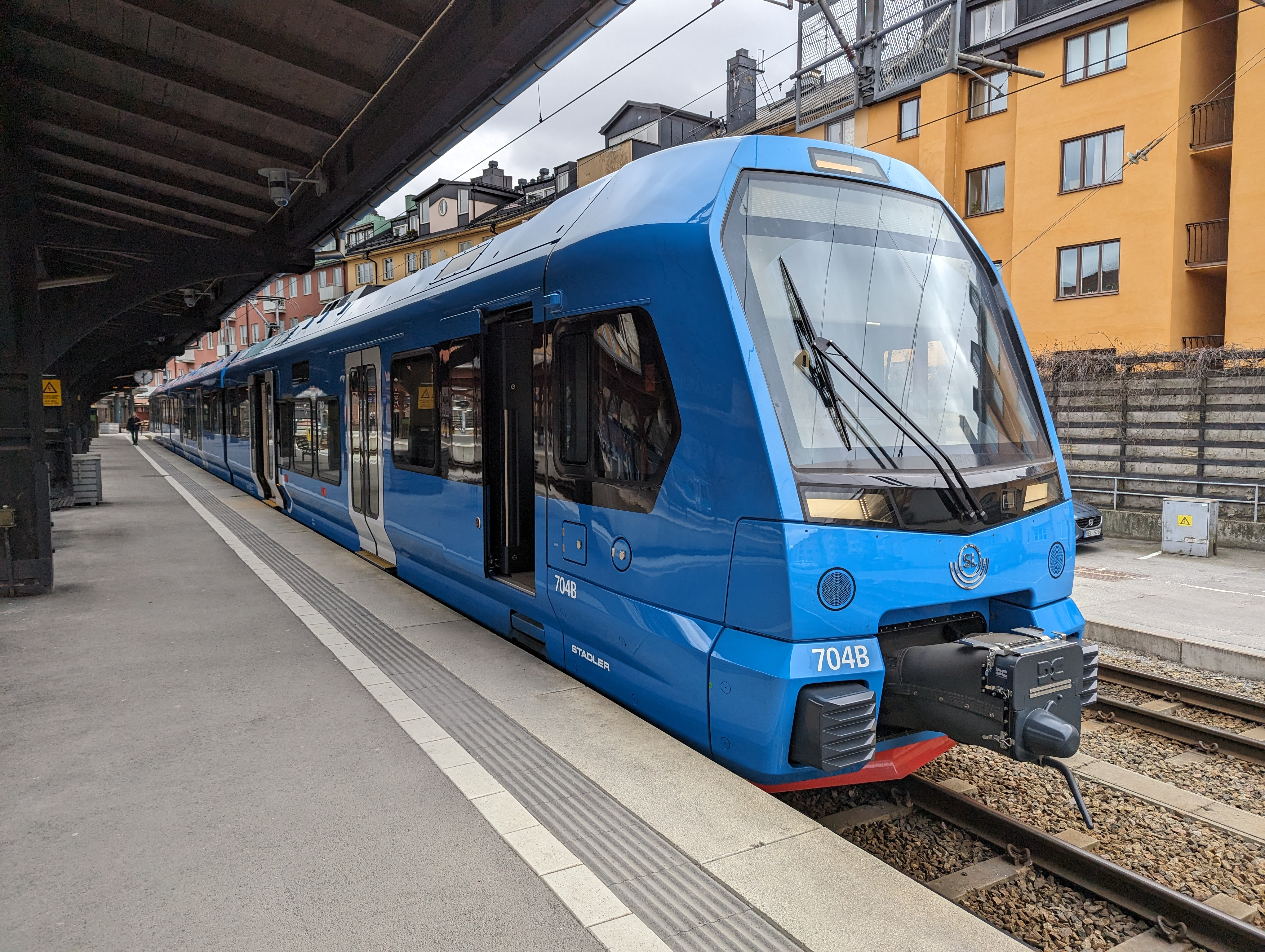
駅に停車するX15p形（2024年撮影）
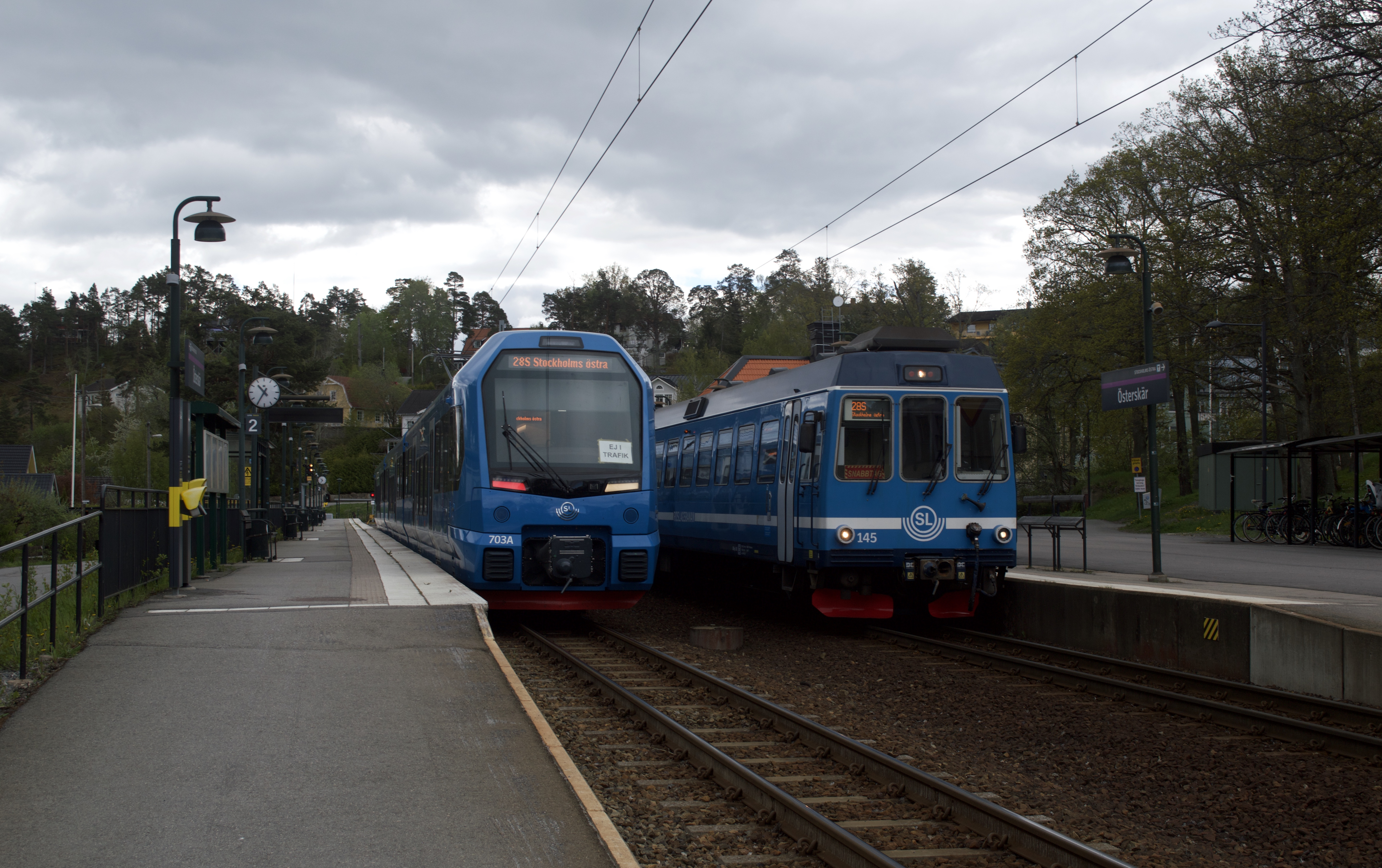
X10p形（右）と並ぶX15p形（左）（2022年撮影）